# スズキワールド
スズキワールド（SUZUKI-WORLD）は、スズキのオートバイをフルラインナップで取り扱う販売網である。

## 概要
スズキワールドは50ccクラスからリッタークラスのバイクまでスズキの国内販売モデルをすべて扱っている販売店網で、運営法人は各加盟店により異なる。多くはスズキの販売子会社である「株式会社スズキ二輪」の運営だが、一部は地域の販売代理店により運営される加盟店もある。スズキのみを専門としている加盟店と他メーカーも取り扱っている加盟店とがある。また、スズキの逆輸入車を取り扱う販売網のモトマップにも加盟している店舗も多い。
現在、埼玉県1店舗、千葉県1店舗、東京都4店舗、神奈川県1店舗、静岡県1店舗、愛知県2店舗、大阪府2店舗、兵庫県1店舗ずつ展開している。